# Leidy Gletscher
Leidy Gletscher är en glaciär i Grönland (Kungariket Danmark).   Den ligger i kommunen Qaasuitsup, i den nordvästra delen av Grönland, 1 500 km norr om huvudstaden Nuuk. Leidy Gletscher ligger 84 meter över havet.
Terrängen runt Leidy Gletscher är kuperad. En vik av havet är nära Leidy Gletscher västerut.  Trakten runt Leidy Gletscher är nära nog obefolkad, med mindre än två invånare per kvadratkilometer. Det finns inga samhällen i närheten. Trakten runt Leidy Gletscher är permanent täckt av is och snö.